# Травники (Люблінське воєводство)
Травники (пол. Trawniki) — село в Польщі, у гміні Травники Свідницького повіту Люблінського воєводства.
Населення — 2864 особи (2011).
У 1975—1998 роках село належало до Люблінського воєводства.

## Історія
Травники розташовані на річці Вепр. Під час Другої Світової війни там розміщався трудовий табір для євреїв (табір «Травники»), ліквідований у 1943 році в рамках операції «Ернтефест» (в'язні були знищені), а також вишкільний табір СС (вишкільний табір «Травники»).

## Демографія
Демографічна структура станом на 31 березня 2011 року:
|          | Загалом | Допрацездатний вік | Працездатний вік | Постпрацездатний вік |
| -------- | ------- | ------------------ | ---------------- | -------------------- |
| Чоловіки | 1382    | 286                | 949              | 147                  |
| Жінки    | 1482    | 287                | 829              | 366                  |
| Разом    | 2864    | 573                | 1778             | 513                  |